# New Alliance Records
New Alliance Records  fue una compañía discográfica independiente estadounidense fundada en 1980 y cesada en 1998. por los miembros del grupo de rock Minutemen: D. Boon y Mike Watt en la cual D. Boon está actualmente fallecido y también por el líder del grupo de rock The Reactionaires: Martin Tamburovich, al igual que este ha fallecido.
En 1998 fue cesada la discográfica debido a la quiebra que en ese momento pasaba la discográfica, pero la discográfica SST Records adquirió algunos materiales de New Allian Records, pero posteriormente no se ha mencionado en el sitio oficial de SST Records sobre el material de la discográfica o donde haya existencia de su material por internet o en algún lugar de forma anónima.

## Algunos artistas de la discográfica
- Dos
- Hüsker Dü
- Kira Roessler (Black Flag)
- Minutemen
- Secret Hate